# 마누엘라 벨라스코
마누엘라 벨라스코(스페인어: Manuela Velasco, 1975년 10월 23일 ~ )는 스페인의 배우이다.

## 출연 작품
- 알.이.씨4: 아포칼립스 (2014)
- 알.이.씨 2 (2009)
- 자살자 클럽 (2007)
- 알.이.씨 (2007)